# Charles J. Krebs
Charles J. Krebs (ur. 17 września 1936 w Saint Louis)  – amerykański zoolog i ekolog, naukowiec i pedagog, profesor Wydziału Zoologii Indiana University i University of British Columbia, autor popularnej, wielokrotnie wznawianej książki Ecology. The Experimental Analysis of Distribution and Abundance („Ekologia. Eksperymentalna analiza rozmieszczenia i liczebności”, PWN), uznawanej za podstawowy podręcznik ekologii na całym świecie.

## Życiorys
Dorastał w małym miasteczku Illinois w pobliżu Saint Louis, pod silnym wpływem swojego dziadka. Wspominał później wspólne połowy ryb w lokalnych rzekach oraz opowieści dziadka o jego podróżach (m.in. do Kanadyjskiej Arktyki) i o dzikiej naturze. W wieku ośmiu lat chciał zostać strażnikiem leśnym. Już wtedy czytał książki o podstawach ekologii i fascynował się zwyczajami dzikich zwierząt północy, np. lemingów. Jako uczeń liceum nietypowo spędzał letnie wakacje, pracując w firmach pozyskujących futra fok z Morza Beringa. Jeździł w tym celu pociągiem do Seattle, a stamtąd łodzią do północnych wysp zachodniego wybrzeża Kanady, gdzie obserwował ich przyrodę.
Po uzyskaniu Bachelor of Science w University of Minnesota (1957) studiował zoologię w Vancouver w University of British Columbia (UBC); uzyskał w tej dziedzinie Master of Arts (MA) i doktorat (PhD). W latach 1962–1964 odbył staż podoktorancki w Berkeley w Kalifornii. Po stażu wrócił na wschód – w latach 1964–1970 wykładał zoologię w Indiana University zajmując stanowisko Assistant Professor, a w latach 1970–2002 w UBC (Vancouver) na stanowisku profesora.
W 2002 r. wycofał się z działalności dydaktycznej. Jako professor emeritus UBC bierze udział w pracach grupy badawczej Commonwealth Scientific and Industrial Research Organisation w Canberze (Australia), pomagając wyjaśnić przyczyny dużych wahań liczebności  populacji gryzoni niszczących uprawy zbożowe. Prowadzi też badawcze prace ekologiczne w Kanadzie, m.in. dotyczące ekosystemu lasu borealnego w południowo-zachodnim Jukonie, np. w Kluane Lake Field Station of the Arctic Institute. Do udziału w tych badaniach zaprasza studentów i doktorantów.

## Publikacje
Jest autorem lub współautorem ponad 260 publikacji naukowych, które reprezentują:
przykłady z lat 60. XX w.
- Krebs, C.J., The lemming cycle at Baker Lake, Northwest Territories, during 1959–62.  Arctic Institute of North America, Technical Paper No. 15, 104 pp. (1964)
- Krebs, C.J., Cyclic variation in skull-body regressions of lemmings, Canadian Journal of Zoology 42: 631–643 (1964)
- Krebs, C.J., Spring and summer phenology at Baker Lake, Keewatin, N.W.T. during 1959–62. Canadian Field-Naturalist 78: 25–27 (1964)
- Krebs, C.J., Lemming cycle at Baker Lake, Canada, during 1959–62, Science 140: 674–676 (1963)
- Krebs, C.J., I. McT. Cowan, Growth studies of reindeer fawns, Canadian Journal of Zoology 40: 863–869 (1962)
- Krebs, C.J. Population dynamics of the Mackenzie Delta reindeer herd, 1938–1958.  Arctic 14: 91–100 (1961)

oraz przykłady z roku 2012
- Donker, S.A., Krebs, C.J., Evidence for source-sink dynamics in a regional population of arctic ground squirrels (Urocitellus parryii plesius), Wildlife Research
- Krebs, C.J., LaMontagne, J.M., Kenney, A.J., Boutin, S., Climatic determinants of white spruce cone crops in the boreal forest of the southwestern Yukon, Botany 90(2)
- Legagneux, P., Gauthier, G., Berteaux, D., Bêty, J., Cadieux, M.-C., Bilodeau, F., Bolduc, E., McKinnon, L., Tarroux, A., Therrien, J.-F., Morissette, L., Krebs, C.J., Disentangling trophic relationships in a high arctic tundra ecosystem through food web modeling, Ecology
- Download PDF Reid, D.G., Bilodeau, F., Krebs, C.J., Gauthier, G., Kenney, A.J., Gilbert, B.S., Leung, M.C.-Y., Duchesne, D., Hofer, E.J., Lemming winter habitat choice: a snow-fencing experiment, Oecologia (doi:10.1007/s00442-011-2167-x)
- Reid, D.G., Doyle, F.I., Kenney, A.J., Krebs, C.J., Short-eared owl, Asio flammeus, ecology on arctic tundra of North Yukon, Canada, Canadian Field-Naturalist
- Sheriff, M.J., Wheeler, H., Donker, S.A., Krebs, C.J., Palme, R., Hik, D.S., Boonstra, R., Mountain-top and valley-bottom experiences: the stress axis as an integrator of environmental variability in arctic ground squirrel populations, Journal of Zoology (London)

Najbardziej znana jest książka Krebsa pt. „Ekologia. Eksperymentalna analiza rozmieszczenia i liczebności”, wydawana w wielu językach i wielokrotnie wznawiana. Na stronie Wydawnictwa Naukowego PWN napisano (przy okazji jej czwartego polskiego wydania):

Jest to nowoczesny podręcznik, łączący klasyczną wiedzę z nowym spojrzeniem na teorie i problemy współczesnej ekologii. Pokazuje dynamikę procesów ekologicznych, związek ekologii z teorią ewolucji, jak również omawia ekologię ekosystemów i zagadnienia różnorodności biologicznej w aspekcie krajobrazowym. Przytacza też niezwykle cenne przykłady rozwiązań statystycznych, a pytania i problemy do rozwiązania, zamieszczone na końcu każdego rozdziału, ułatwiają uczenie się.

Jedna z czytelniczek zamieściła na stronie internetowej Wydawnictwa Naukowego PWN opinię, w której napisała m.in., że autor:

…pisze o ekologii w taki sposób, że nie ulega wątpliwości, iż jest ona pasją jego życia. Czuć, że włożył w swe dzieło całe serce i duszę. […] Lektura „Ekologii” jest nie tylko pouczająca, ale przy tym przyjemna. […] Książkę polecam nie tylko uczniom, których pasjonuje biologia, ale także maturzystom, studentom nauk przyrodniczych a także rodzicom. Może bowiem okazać się idealnym i jakże rozwijającym prezentem dla naszych pociech. Kto wie, może któregoś dnia odkryją w sobie duszę naukowca i przyrodnika?

Spośród innych książek Krebsa wymienia się m.in.:
- Ecological Methodology, (ISBN 0-321-02173-8)
- The Message of Ecology (ISBN 0-06-043773-1)
- The Ecological World View (ISBN 0-643-09380-X)

## Nagrody i wyróżnienia
- Wildlife Society, Terrestrial Publication of the Year award, 1965
- Fellow, Royal Society of Canada, 1979
- Killam Senior Fellowship, 1985
- President’s Medal, University of Helsinki, 1986
- Honorary doctorate, University of Lund, 1988
- Sir Frederick McMaster Senior Fellowship, CSIRO, Australia, 1992
- C. Hart Merriam Award, American Society of Mammalogists, 1994
- Fry Medal, Canadian Society of Zoologists, 1996